# フランシスコ・ベントソ
フランシスコ・ベントソ（Francisco Ventoso、1982年5月6日 - ）は、スペイン、レイノサ出身の自転車競技（ロードレース）選手。

## 経歴
2004年、サウニエル・ドゥバル＝プロディールと契約を結んでプロ転向。
2005年
- ジロ・デ・イタリア初出場、第13ステージ途中棄権。
- ブエルタ・ア・エスパーニャ初出場、総合93位。

2006年
- ツール・ド・フランス初出場、総合78位。
- ブエルタ・ア・エスパーニャ第3ステージ優勝、総合78位。

2008年、アンダルシア・カハスルに移籍。
2009年、カルミオーロ・Aスタイルに移籍。
- ツアー・オブ・ハイナン総合優勝。
- パリ〜コレーズ総合優勝。

2010年
- パリ〜ブリュッセル優勝。

2011年、モビスターに移籍。
- ツアー・ダウンアンダー 総合6位 & 区間1勝(第5)
- ジロ・デ・イタリア 区間1勝(第6)

2012年
- ジロ・デ・イタリア 区間1勝(第9)
- スペイン選手権・個人ロードレース 優勝

2017年
- BMC・レーシングチームに移籍